# Tempête tropicale Erin (2007)
Pour les articles homonymes, voir Cyclone tropical Erin.
La tempête tropicale Erin est la 5e tempête tropicale de la saison cyclonique 2007 en Atlantique nord. L'onde tropicale 91L s'est formée dans le Golfe du Mexique puis s'est transformée en une dépression tropicale nommée 05L. Elle a pris le statut de tempête tropicale le 15 août et a atteint les côtes du Texas près de Lamar le lendemain.

## Chronologie
Le mercredi 15 août 2007 à 18h locales soit 22h00 UTC, l'onde tropicale 91L qui s'est transformée en plein centre du golfe du Mexique en dépression tropicale prend le nom Erin. Sa position se situe à 17h00 (heure des Antilles) à 26.3° Nord et 94.4° Ouest (entre Cuba et la péninsule du Yucatán) pour des vents de 65 km/h avec des rafales de 90 km/h. Ce système se déplace dans le sens Nord-Ouest à 20 km/h en direction du Texas.
Le lendemain à 5h00 locales, le système se situe à 27.3° Nord et 99.7° Ouest pour des vents de 65 km/h avec des rafales de 90 km/h, le sens de direction est Ouest-Nord-Ouest à 19 km/h en direction du Texas et la pression au centre passe de 1005 à 1004 hPa. Vers 7h00 du matin, la tempête Erin a été rétrogradée en dépression tropicale. Elle a touché les terres du Texas à environ 50 km au Nord-Est de Corpus Christi et a continué son déplacement vers le Nord-Ouest, jusqu'à l'Oklahoma où il maintient son intensité de façon surprenante par effet d'océan brun, c'est-à-dire que les terres très humides à la suite de fortes pluies dans les semaines précédentes lui permettent de tirer une forte quantité de chaleur latente. Il se dégrade ensuite dans le courant de la journée du 17 août 2007.
Au même moment l'ouragan Dean frappe la mer des Caraïbes.

## Bilan
Le bilan de cet évènement est de huit morts dont trois morts dans un accident de voiture dans le comté de Comal et un mort dans l'effondrement d'un toit de magasin à Houston. Les fortes précipitations de pluies (150 mm à Houston) ont inondé certaines routes et autoroutes.
La dépression qui a suivi a fait des dégâts dans l'état d'Oklahoma et a entrainé la mort de 6 personnes avec des pluies de 230 mm dans le courant de la journée du 19 août
puis dans les États du Minnesota et du Wisconsin entraînant de fortes pluies dont 304 mm de précipitations dans le Wisconsin et donc des inondations dans les deux états. On dénombre 6 morts de plus dans l'État du Minnesota et le bilan au Texas passe à 11 morts.